# 洛斯特艾蘭鎮區 (愛荷華州帕洛阿爾托縣)
洛斯特艾蘭鎮區（英語：Lost Island Township）是位於美國愛荷華州帕洛阿爾托縣的一個行政鎮區。

## 地方資料
根據2010年美國人口普查的數據，洛斯特艾蘭鎮區的面積為90.74平方千米，當中陸地面積為87.89平方千米，而水域面積為2.85平方千米。當地共有人口227人，而人口密度為每平方千米2.5人。